# Vînohradne, Zalișciîkî
Vînohradne (în ucraineană Виноградне) este un sat în comuna Zozulînți din raionul Zalișciîkî, regiunea Ternopil, Ucraina.

## Demografie
Componența lingvistică a localității Vînohradne
     Ucraineană (99,54%)
     Alte limbi (0,46%)
Conform recensământului din 2001, majoritatea populației localității Vînohradne era vorbitoare de ucraineană (99,54%), existând în minoritate și vorbitori de alte limbi.